# Šentjurij na Dolenjskem
Šentjurij na Dolenjskem (tudi Sveti Jurij) je naselje v Občini Mirna Peč. 
V Šentjuriju se je rodil slovenski pesnik Tone Pavček.